# کاویت
کاویت (به لاتین: Kawit, Cavite) یک منطقهٔ مسکونی در فیلیپین است که در کاویته واقع شده‌است.

## خصوصیات
کاویت ۲۲٫۸۶ کیلومترمربع مساحت و ۸۳٬۴۶۶ نفر جمعیت دارد.